# 천안신대초등학교
천안신대초등학교는 대한민국 충청남도 천안시 서북구에 있는 공립 초등학교이다.

## 학교 연혁
- 2003년 7월 1일: 설립인가
- 2004년 10월 20일: 개교
- 2005년 2월 18일: 제1회 48명 졸업
- 2005년 3월 1일: 31학급 편성
- 2011년 2월 18일: 제7회 졸업
- 2011년 3월 2일: 36학급(특수 1학급) 편성
- 2012년 2월 18일: 제8회 졸업
- 2012년 3월 1일: 36학급(특수 1학급) 편성
- 2013년 2월 18일: 제9회 졸업
- 2014년 2월 14일: 제10회 졸업
- 2014년 3월 1일: 34학급(특수 1학급) 편성
- 2015년 2월 13일: 제11회 졸업
- 2015년 3월 1일: 35학급(특수 1학급) 편성
- 2016년 2월 17일: 제12회 졸업
- 2016년 3월 2일: 34학급(특수 1학급) 편성
- 2017년 2월 10일: 제13회 졸업
- 2017년 3월 2일: 32학급(특수 1학급) 편성
- 2018년 2월 9일: 제14회 졸업
- 2018년 3월 1일: 31학급(특수 1학급) 편성
- 2020년 3월 1일: 30학급(특수 1학급) 편성

## 참고 자료
- 천안신대초등학교 - 한국교육학술정보원 학교알리미